# Francisco Pérez de Viñaspre
Francisco Pérez de Viñaspre Ortiz (Laguardia, 4 de octubre de 1854-22 de abril de 1938) fue un organista y compositor español.

## Biografía
Pérez de Viñaspre se formó en su localidad natal de Laguardia (Álava) y posteriormente en la iglesia de San Vicente Mártir de Vitoria. Obtuvo por oposición el puesto de organista en Elciego (Álava), después en la colegiata de Logroño (1879) y más tarde en las catedrales de Zamora (1884), la de Santa María de Vitoria (1886) y la de Burgos (1904). Desarrolló una gran actividad a favor de la reforma musical auspiciada por el Motu  proprio del papa Pío X, en plena sintonía con el trabajo de otros de sus contemporáneos. Participó como ponente en los cuatro congresos de música sagrada y fue un habitual colaborador y cofundador de la revista Música Sacra-Hispana.